# Jaskinia nad Huczawą
Jaskinia nad Huczawą, Jaskinia Huczawa (słow. Hučavá diera, Hučivá diera, Pivnica nad Hučavou, niem. Rauschkeller, węg. Zúgó-pince) – niewielka jaskinia w Tatrach Bielskich, w stokach Kobylego Wierchu, kilkadziesiąt metrów powyżej dna Doliny Huczawy Bielskiej. Obszerny otwór usytuowany jest na wysokości 937 m n.p.m. tuż obok ścieżki na Kobylą Przełęcz (do 1978 r. Magistrala Tatrzańska). Jaskinia składa się z pojedynczego, łagodnie opadającego korytarza o długości 13 metrów.
W 2019 w jaskini znaleziono kilkadziesiąt kamiennych ostrzy zachowanych całkowicie lub we fragmentach. Pochodzą one sprzed ok. 15-14 tys. lat temu. Najnowsze doniesienia z 2022 r. mówią o kilkuset kamiennych ostrzach do broni miotanej (oszczepów), kościanych igłach i fragmencie kamiennej lampki. Wraz z wieloma kościami upolowanych zwierząt zalegały one w resztkach dużego ogniska. Pozostawiła je grupa myśliwych wyspecjalizowanych w polowaniach na koziorożce alpejskie, gatunek dziś w Tatrach niewystępujący. Społeczność tę zaliczono do kultury magdaleńskiej, znanej najlepiej z terenu Francji i Hiszpanii.
Jaskinia nad Huczawą jest pierwszą tatrzańską jaskinią, w której odkryto tak stare artefakty. Poza tym zespół archeologów znalazł w jaskini także fragmenty glinianych naczyń z XV i XVI w. oraz monety z czasów II wojny światowej.
Szeroki projekt poszukiwania śladów po pobycie pradziejowego człowieka w tatrzańskich jaskiniach realizowany jest przez Instytut Archeologii Uniwersytetu Jagiellońskiego we współpracy z Instytutem Archeologii Słowackiej Akademii Nauk. Ze strony polskiej biorą w nim udział paleozoolodzy, geolodzy, sedymentolodzy, archeobotanicy i paleogenetycy z Uniwersytetu Jagiellońskiego oraz członkowie Koła Naukowego Studentów Archeologii tej uczelni pod kierunkiem prof. Pawła Valde-Nowaka.